# Daniel Castillo Lavín
Daniel Alexis Castillo Lavin (Concepción Chile, 23 de octubre de 1990) es un futbolista chileno que juega de portero actualmente en Deportes Iquique de la Primera División de Chile.

## Trayectoria
Oriundo de Lota, es producto de las divisiones inferiores de Universidad de Concepción. Tras sucesivos préstamos en Lota Schwager y Malleco Unido, firma en 2019 por Deportes Puerto Montt un contrato por dos temporadas.
Tras un gran nivel mostrado en el cuadro del velero, que lo hizo ser considerado como uno de los grandes porteros de la temporada 2020, en 2021 firma por Deportes Iquique.

## Estadísticas
| Club                              | Div.          | Temporada     | Liga  | Liga  | Copas nacionales | Copas nacionales | Torneos internacionales | Torneos internacionales | Total | Total |
| Club                              | Div.          | Temporada     | Part. | Goles | Part.            | Goles            | Part.                   | Goles                   | Part. | Goles |
| --------------------------------- | ------------- | ------------- | ----- | ----- | ---------------- | ---------------- | ----------------------- | ----------------------- | ----- | ----- |
| Lota Schwager · Chile             | 2.ª           | 2012          | 4     | 0     | 7                | 0                | —                       | —                       | 11    | 0     |
| Malleco Unido · Chile             | 3.ª           | 2013-14       | 22    | 0     | —                | —                | —                       | —                       | 22    | 0     |
| Malleco Unido · Chile             | Total club    | Total club    | 22    | 0     | 0                | 0                | 0                       | 0                       | 22    | 0     |
| Lota Schwager · Chile             | 2.ª           | 2014-15       | 29    | 0     | 4                | 0                | —                       | —                       | 33    | 0     |
| Lota Schwager · Chile             | Total club    | Total club    | 33    | 0     | 11               | 0                | 0                       | 0                       | 44    | 0     |
| Universidad de Concepción · Chile | 1.ª           | 2015-16       | —     | —     | 1                | 0                | —                       | —                       | 1     | 0     |
| Universidad de Concepción · Chile | 1.ª           | 2016-17       | 4     | 0     | —                | —                | —                       | —                       | 4     | 0     |
| Universidad de Concepción · Chile | 1.ª           | 2017          | —     | —     | —                | —                | —                       | —                       | 0     | 0     |
| Universidad de Concepción · Chile | 1.ª           | 2018          | —     | —     | —                | —                | —                       | —                       | 0     | 0     |
| Universidad de Concepción · Chile | Total club    | Total club    | 4     | 0     | 1                | 0                | 0                       | 0                       | 5     | 0     |
| Deportes Puerto Montt · Chile     | 2.ª           | 2019          | 25    | 0     | 2                | 0                | —                       | —                       | 27    | 0     |
| Deportes Puerto Montt · Chile     | 2.ª           | 2020          | 25    | 0     | —                | —                | —                       | —                       | 25    | 0     |
| Deportes Puerto Montt · Chile     | Total club    | Total club    | 50    | 0     | 2                | 0                | 0                       | 0                       | 52    | 0     |
| Deportes Iquique · Chile          | 2.ª           | 2021          | 27    | 0     | 3                | 0                | —                       | —                       | 30    | 0     |
| Deportes Iquique · Chile          | 2.ª           | 2022          | 6     | 0     | 1                | 0                | —                       | —                       | 7     | 0     |
| Deportes Iquique · Chile          | 2.ª           | 2023          | 0     | 0     | 0                | 0                | —                       | —                       | 0     | 0     |
| Deportes Iquique · Chile          | 1.ª           | 2024          | 0     | 0     | 0                | 0                | —                       | —                       | 0     | 0     |
| Deportes Iquique · Chile          | Total club    | Total club    | 33    | 0     | 4                | 0                | 0                       | 0                       | 37    | 0     |
| Total carrera                     | Total carrera | Total carrera | 142   | 0     | 18               | 0                | 0                       | 0                       | 160   | 0     |
| 1. 2.                             |               |               |       |       |                  |                  |                         |                         |       |       |